# Marina Belobrovaja
Marina Klinker Belobrovaja (* 11. September 1976 in Kiew, Ukrainische SSR, Sowjetunion) ist eine sowjetisch-israelische Künstlerin und Regisseurin. Belobrovaja lebt in Zürich.

## Leben
Belobrovaja wurde in der Sowjetunion geboren, übersiedelte 1990 nach Israel und später nach Deutschland. Sie studierte bildende Kunst sowie Kunstvermittlung an der UdK Berlin von 1995 bis 2002 und an der ZHdK in Zürich von 2002 bis 2007.
Ihre multimedialen Projekte thematisieren Phänomene aus der Arbeits- und Konsumwelt, Fragen der Gesetzgebung und der Migration. 2008 erhielt sie ein Sommeratelierstipendium des Kunstraums Baden. Neben ihrer künstlerischen Praxis ist sie seit dem gleichen Jahr in verschiedenen Funktionen an der Hochschule Luzern Design & Kunst tätig. 2009 erhielt sie von «visarte» (früher Gesellschaft Schweizerischer Maler, Bildhauer und Architekten) ein Atelierstipendium an der Cité Internationale des Arts Paris. Von 2011 bis 2015 war sie Doktorandin an der Muthesius Kunsthochschule bei Theresa Georgen und seitdem Doktorandin an der Kunstuniversität Linz bei Giaco Schiesser. 2016 erhielt sie erneut von «visarte» und der Eduard-Bick-Stiftung ein Atelierstipendium und ein weiteres 2017 von NAIRS.

### Installationen und Performances
Belobrovaja hatte erste Ausstellungsteilnahmen von 2005 bis 2007 mit ihrer Performance «KBZ» und ihrer performativen Installation «Nachtklub», mit der sie außer bei Performancefestivals in Berlin («100°»; Hebbel-Theater, 2005) und in Leipzig («Blauverschiebung»; 2008) auch im Fabriktheater Rote Fabrik (2008) mit Unterstützung diverser DJs und VJs zu sehen war. Mit ihrer Performance «Karussell» war sie 2007 zusammen mit DJ Michalsky im Zürcher Kunsthof und 2008 mit DJ Pitsch im Kunsthaus Baselland zu sehen. Es folgten zahlreiche weitere Kunstprojekte, unter anderem war sie im Rahmen des Projekts «Linz 2009 – Kulturhauptstadt Europas» mit der Installation «Frischgemüse», 2010 mit der Interventionsreihe «kunstwette.ch» auch beim «message salon» Perla-Mode in Zürich, in der Kunst Halle Sankt Gallen, im Musée cantonal des Beaux-Arts de Lausanne usw. zu sehen. Im Theaterhaus Gessnerallee zeigte sie 2010 ihre Installation «Gemüsebau» und ihre in Zusammenarbeit mit anderen dargebotene Interventionsreihe «Graumarkt»; letztere im Rahmen der dortigen Reihe «Wir retten Zürich».

### Film
2014 drehte sie den Dokumentarfilm Warm Glow, in dem sie fünf Tage eine Gruppe Schweizer Politiker, Journalisten und Touristen in die verstrahlte Sperrzone des Reaktorunglücks von Tschernobyl begleitet. Der Film wurde 2014 bei den Solothurner Filmtagen, im Zürcher Kino RiffRaff, beim 4. International Uranium Film Festival in Rio de Janeiro, beim Opuzen Film Festival in Kroatien, beim Jameson CineFest in Miskolc, beim Uranium Filmfestival in Berlin, beim International TV Festival Bar in Montenegro und im Kino des Kunstmuseums Bern gezeigt, 2015 im Kinoklub FLIZ in Zug und 2016 auf Radio Télévision Suisse RTS/SRF ausgestrahlt. Im Jahr 2021 erschien ihr Dokumentarfilm Menschenkind! über ihre eigene Tochter, die sie mittels Samenspende zeugt. Der Film lief beim DOK.fest München im deutschen Wettbewerb.

## Publikationen
- Miriam Sturzenegger; Marina Belobrovaja (Konzept und Redaktion): Forschungsprojekt Regie in Komplizenschaft / Kunstforschung Luzern. Kunstforschung Hochschule Luzern – Design, Film und Kunst, Luzern 2011, ISBN 978-3-906413-41-9.
- Beitrag zu Urban.art.marks. Kunst erforscht den Raum der Stadt. Kunstforschung Hochschule Luzern – Design & Kunst, Interact, Luzern 2011, ISBN 978-3-906413-83-9.
- The DNA-Project. [Übers. von Sascha Hosters u. Johanes Kleine], Bucher Verlag, Hohenems/Wien/Vaduz 2012, ISBN 978-3-99018-119-5; anlässlich der Einladung zur Ausstellung «Ein gewisses jüdisches Etwas» des Jüdischen Museums Hohenems.[7]